# 25531 Lessek
25531 Lessek (tên chỉ định: 1999 XE133) là một tiểu hành tinh vành đai chính. Nó được phát hiện bởi dự án Nghiên cứu tiểu hành tinh gần Trái Đất Lincoln ở Socorro, New Mexico, ngày 12 tháng 12 năm 1999. Nó được đặt theo tên Justin Lessek, an American educator ở Chicago, Illinois.